# NGC 259
NGC 259 је спирална галаксија у сазвежђу Кит која се налази на NGC листи објеката дубоког неба.
Деклинација објекта је - 2° 46' 33" а ректасцензија 0h 48m 3,2s. Привидна величина (магнитуда) објекта NGC 259 износи 12,8 а фотографска магнитуда 13,6. Налази се на удаљености од 48,163 милиона парсека од Сунца. NGC 259 је још познат и под ознакама MCG -1-3-15, IRAS 00455-0302, PGC 2820.